# کیوئلنکه
کیوئلنکه (روسی: Кюеленке) یک رودخانه در استان یاقوتستان کشور روسیه است.